# GetGlue
GetGlue foi uma rede social baseada no conhecimento da cultura de seus usuários, na rede o usuário diz do que gosta (filmes, programas de TV, musicas,etc...).
O serviço foi lançado em outubro de 2008 pela AdaptiveBlue.
Em novembro de 2010 GetGlue foi chamado de líder no mercado de entretenimento social emergente pela Bloomberg. 
Os parceiros do GetGlue incluíram: 20th Century Fox, AMC, ABC Family, Disney Theatrical, Discovery, ESPN, FOX, Food Network, Hachette, HBO, HGTV, MTV, MSNBC, Showtime, Penguin, PBS, Random House, Simon and Schuster, Syfy, Sony Pictures, Travel Channel, USA Network, Universal Pictures, and Warner Bros. theatrical.
Uma das vantagens do site era que ele distribuía adesivos de artistas, capas de filme e muito mais conforme o usuário faça check-in, a partir de 20 adesivos o usuário já podia encomendar uma cópia deles pelo correio que chegava grátis em cerca de um mês. Em Novembro de 2013 a distribuição dos adesivos grátis foi encerrada, sendo apenas possível ganhar os adesivos virtuais.
Em Janeiro de 2014, a rede trocou de nome, para tvtag.
A rede social foi desativada em 01 de Janeiro de 2015.